# Nordøyna (Lindås)
Ne doit pas être confondu avec Nordøyna.
Nordøyna, est une île dans le landskap Sunnhordland du comté de Vestland. Elle appartient administrativement à Lindås.

## Géographie
Rocheuse et couverte d'arbres, elle s'étend sur environ 459 m de longueur pour une largeur approximative de 212 m. 